# Rosendale (Wisconsin)
Rosendale ist eine Gemeinde (mit dem Status „Village“) im Fond du Lac County im US-amerikanischen Bundesstaat Wisconsin. Das U.S. Census Bureau hat bei der Volkszählung 2020 eine Einwohnerzahl von 1.039 ermittelt.
Rosendale ist Bestandteil der Metropolregion Fond du Lac, WI Metropolitan Statistical Area.

## Geografie
Rosendale liegt im mittleren Südosten Wisconsins, rund 70 km westlich des Michigansees. Die geografischen Koordinaten von Rosendale sind 43°48'28" nördlicher Breite und 88°40'29" westlicher Länge. Das Gemeindegebiet erstreckt sich über eine Fläche von 3,16 km² und ist im Norden von der Town of Rosendale und im Süden von der Town of Springvale umgeben, gehört aber keiner davon an.
Nachbarorte von Rosendale sind Van Dyne (22,6 km nordöstlich), North Fond du Lac (19,9 km östlich), Fond du Lac (21 km ostsüdöstlich), Lamartine (15,5 km südöstlich), Waupun (21,7 km südsüdwestlich), Brandon (16,7 km südwestlich), Ripon (14,1 km westnordwestlich) und Pickett (16 km nordnordwestlich).
Die nächstgelegenen größeren Städte sind Green Bay am Michigansee (108 km nordöstlich), Wisconsins größte Stadt Milwaukee (118 km südöstlich), Chicago in Illinois (267 km südsüdöstlich), Rockford in Illinois (199 km südsüdwestlich) und Wisconsins Hauptstadt Madison (111 km südwestlich).

## Verkehr

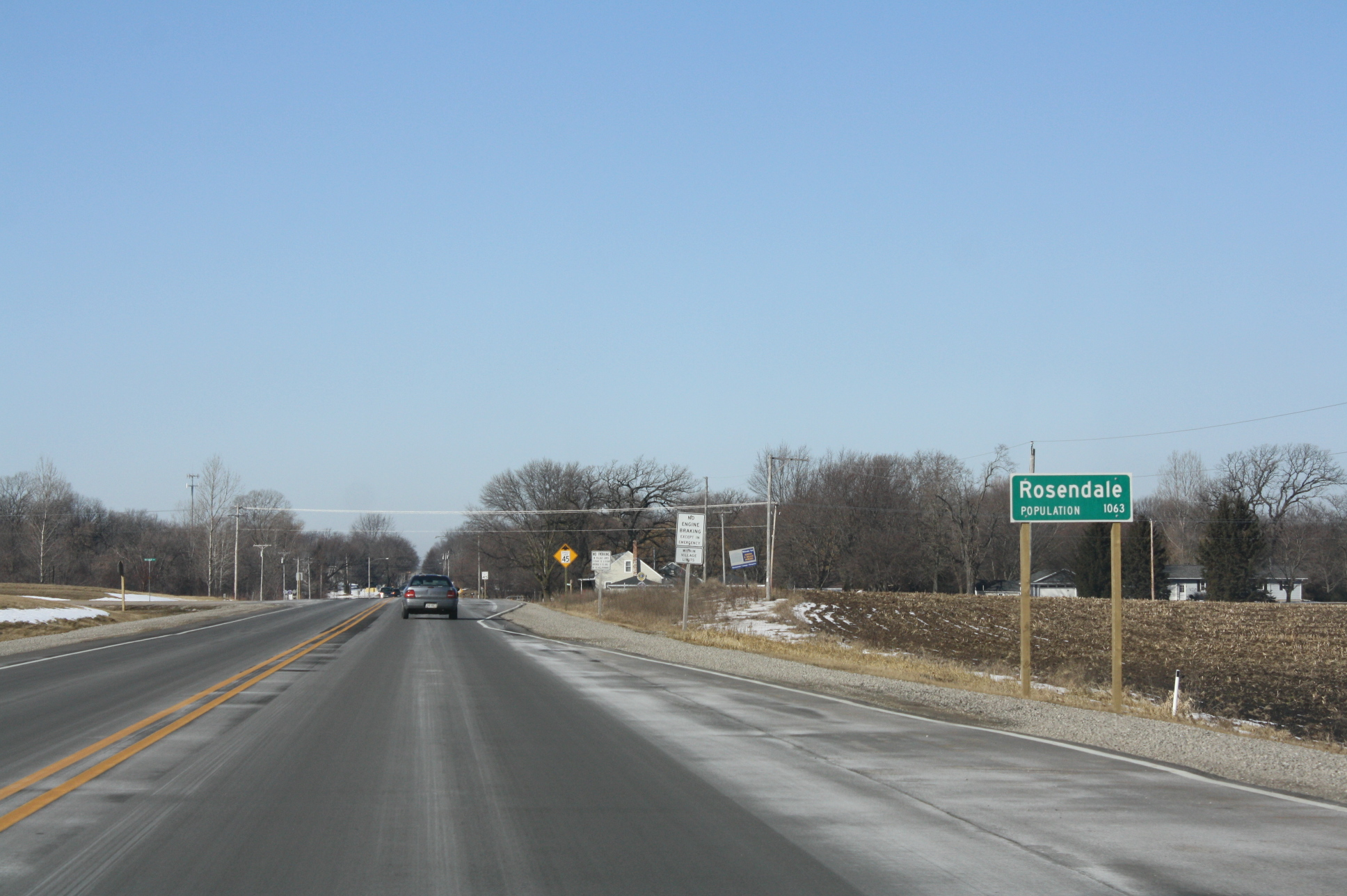
Östlicher Ortseingang am WIS 23

In Rosendale kreuzen der in Nord-Süd-Richtung verlaufende Wisconsin State Highway 26 und der von West nach Ost führende Wisconsin State Highway 23. Alle weiteren Straßen sind untergeordnete Landstraßen, teils unbefestigte Fahrwege sowie innerörtliche Verbindungsstraßen.
In Rosendale befindet sich der westliche Endpunkt des Ostabschnitts des auf der Trasse einer früheren Eisenbahnstrecke verlaufenden Mascoutin Valley State Trail, ein Rail Trail für Wanderer und Radfahrer. Im Winter kann der Wanderweg auch mit Schneemobilen und Skiern befahren werden.
Mit dem Fond du Lac County Airport befindet sich 18 km ostsüdöstlich ein kleiner Flugplatz. Die nächsten Verkehrsflughäfen sind der Dane County Regional Airport in Madison (107 km südwestlich) und der Milwaukee Mitchell International Airport in Milwaukee (128 km südöstlich).

## Bevölkerung
Nach der Volkszählung im Jahr 2010 lebten in Rosendale 1063 Menschen in 407 Haushalten. Die Bevölkerungsdichte betrug 336,4 Einwohner pro Quadratkilometer. In den 407 Haushalten lebten statistisch je 2,61 Personen. 
Ethnisch betrachtet setzte sich die Bevölkerung zusammen aus 96,0 Prozent Weißen, 0,2 Prozent Afroamerikanern, 0,9 Prozent amerikanischen Ureinwohnern, 0,4 Prozent Asiaten sowie 1,7 Prozent aus anderen ethnischen Gruppen; 0,8 Prozent stammten von zwei oder mehr Ethnien ab. Unabhängig von der ethnischen Zugehörigkeit waren 3,0 Prozent der Bevölkerung spanischer oder lateinamerikanischer Abstammung. 
27,8 Prozent der Bevölkerung waren unter 18 Jahre alt, 60,2 Prozent waren zwischen 18 und 64 und 12,0 Prozent waren 65 Jahre oder älter. 51,5 Prozent der Bevölkerung war weiblich.
Das mittlere jährliche Einkommen eines Haushalts lag bei 61.000 USD. Das Pro-Kopf-Einkommen betrug 27.636 USD. 4,8 Prozent der Einwohner lebten unterhalb der Armutsgrenze.